# بارك تشوا
بارك تشو إيه (هانغل: 박초아; هانجا: 朴草娥) المعروفة باسم تشوا، هي مغنية كورية جنوبية. ولدت في 6 مارس 1990 في إنتشون، كوريا الجنوبية. اشتهرت بأنها عضوة سابقة في مجموعة الفتيات إي أو إي.

## فيلموغرافيا

### برامج تلفزيونية
| عام  | عنوان العمل                      | الشبكة       | دور              | مراحع |
| ---- | -------------------------------- | ------------ | ---------------- | ----- |
| 2015 | لقد تزوجنا                       | ام بي سي     | مضيف             | [ 2 ] |
| 2015 | ملك المغني القناع                | ام بي سي     | المتسابق         | [ 3 ] |
| 2016 | الفتاة التي قفزت الرسوم البيانية | كي بي إس     | مضيف             | [ 4 ] |
| 2016 | اغني من اجلك                     | جاي تي بي سي | مضيف             |       |
| 2021 | تشغيل وإيقاف                     | تي في إن     | عضو فريق التمثيل | [ 5 ] |
| 2021 | اغلاق الجنية                     | ام بي سي     | عضو فريق التمثيل | [ 6 ] |

## روابط خارجية
- بارك تشوا على موقع IMDb (الإنجليزية)
- بارك تشوا على موقع ميوزك برينز (الإنجليزية)
- بارك تشوا على موقع ديسكوغز (الإنجليزية)